# Franz Jungnickel
Franz Jungnickel (* 1500 in Zittau; † 13. Januar 1559) war Bürgermeister, Rektor und Richter der Stadt Zittau.

## Familie
Franz war ein Sohn des George Jungnickel (* 1456; † 1509) und dessen Ehefrau Sabina, geborener Kratzer. Georg war ein Sohn des wohlhabenden Zittauer Bürgers Franz († 1491) und Barbara (⚭ 1450), geborener Steuring. Ihr Vater Jacob Steuring wurde später Zittauer Bürgermeister.
Franz’ Onkel Franz (* 1454; ein Bruder Georgs) und sein eigener Bruder Simon (* 1488; † 1537) traten dem geistlichen Stand bei, ersterer wurde später Comendator in Zittau, zweiterer Altarist in der Johanneskirche und später Pfarrer in Bertsdorf.
Die Familie war eine der ältesten Zittauer Familien und zudem die einzige der in der Kirche Bertsdorf angestellten Geistlichen, deren Name sich aus der Zeit des Katholizismus erhalten hat. Zunächst war die Familie im hohen weltlichen und geistlichen Stand in Zittau etabliert, später konnte sie sich nicht einmal mehr im bürgerlichen stand halten, so zum Beispiel ist ein Nachkomme der Familie als Ackerknecht überliefert, der im Jahr 1726 in Pethau bei Zittau starb.

## Leben
Jungnickel studierte im Jahr 1517 in Leipzig und 1519 in Wittenberg. Er war im Anschluss zunächst Lehrer („M. Phil.“) und wurde um das Jahr 1524 Rektor der Stadtschule in Zittau. Im Jahr 1548 trat Jungnickel dem Rat in Zittau bei. Im Jahr 1556 war er Richter und im Jahr 1557 Bürgermeister.
Verheiratet war er mit Juliane. Ein Sohn aus dieser Ehe, Anastasius, wurde im Jahr 1546 geboren, heiratete am 23. September 1572 Margarethe und starb am 13. Januar 1599.

## Denkmal
Sein Denkmal befindet oder befand sich (Stand: 1716) neben dem Denkmal für Friedrich Weigand in der Johanneskirche in Zittau mit der folgenden Inschrift:

„Franciscus tumulo sub hoc quiescit
Jung Nicol Sophiae Magister, Urbis Consuls, Zittaviae Paterque charus
Obiit 13. Jan. An. 1559.“

„Unter diesem Grab ruht Franz Jungnickel, Meister der Weisheit, Konsuln der Stadt und lieber Vater von Zittau“

## Triviales
Jungnickel werde „öfters statt Henning Coelestin“ als Nachfolger des Zittauer Rektors Dornspachs genannt, als letzterer die Schule im Jahr 1546 verließ. Nach Theodor Gartner war Jungenickel bereits um das Jahr 1524 Rektor geworden und war 1548 bereits Ratsherr. Carpzov lasse es offen, ob Jungnickel oder Coelestin im Jahr 1546 Nachfolger Dornspachs wurde. Hermann Knothe zufolge war Jungnickel erst im Jahr 1548 Rektor, als er nach übereinstimmenden Kenntnissen eigentlich Ratsherr wurde.